# Лангур на Шортридж
Лангур на Шортридж (Trachypithecus shortridgei) е вид бозайник от семейство Коткоподобни маймуни (Cercopithecidae). Видът е застрашен от изчезване.

## Разпространение
Разпространен е в Китай и Мианмар.